# Loricariichthys
Loricariichthys és un gènere de peixos d'aigua dolça de la família dels loricàrids i de l'ordre dels siluriformes.

## Distribució geogràfica
Es troba a Sud-amèrica al nord de Buenos Aires: conques dels rius Amazones i Paranà, i rius costaners de les Guaianes i el Brasil.

## Taxonomia
- Loricariichthys acutus (Valenciennes, 1840)[3]
- Loricariichthys anus (Valenciennes, 1836)[4]
- Loricariichthys brunneus (Hancock, 1828)[5]
- Loricariichthys cashibo (Eigenmann & Allen, 1942)[6]
- Loricariichthys castaneus (Castelnau, 1855)[7]
- Loricariichthys chanjoo (Fowler, 1940)[8]
- Loricariichthys derbyi (Fowler, 1915)[9]
- Loricariichthys edentatus (Reis & Pereira, 2000)[10]
- Loricariichthys hauxwelli (Fowler, 1915)[11]
- Loricariichthys labialis (Boulenger, 1895)[12]
- Loricariichthys maculatus (Bloch, 1794)[13][14]
- Loricariichthys melanocheilus (Reis & Pereira, 2000)[10]
- Loricariichthys microdon (Eigenmann, 1909)[15]
- Loricariichthys nudirostris (Kner, 1853)[16]
- Loricariichthys platymetopon (Isbrücker & Nijssen, 1979)[17][18]
- Loricariichthys rostratus (Reis & Pereira, 2000)[10]
- Loricariichthys stuebelii (Steindachner, 1882)[19]
- Loricariichthys ucayalensis (Regan, 1913)[20][21][22][23][24][25][26][27]